# 中央競馬の冠競走一覧
中央競馬の冠競走一覧（ちゅうおうけいばのかんきょうそういちらん）とは、中央競馬で行われる新聞社、放送局などのスポンサーの社名を冠した競走の一覧である。全国一般紙・全国スポーツ紙・農林水産大臣については関東主場→関西主場→第3場（北から）の順番で掲載している。また他のスポンサー企業についても関東→関西→第3場の地域（北から）での順番で掲載している。この書体の競走は重賞競走を示す。
なお、NAR地方競馬全国協会、海外の国家・王族・競馬統括団体の寄贈賞およびJRA以外の競馬場との交換競走については、本項では割愛する。

## 新聞社・通信社

### 通信社
- 共同通信社
  - 共同通信杯（トキノミノル記念 東京）

### 全国一般紙
- 朝日新聞
  - 朝日杯フューチュリティステークス（中山→阪神） - 新聞社の寄贈賞が付くレースでは唯一GI
  - 朝日杯セントライト記念（中山 フューチュリティステークスの阪神移設に伴いチャレンジカップから振り替えで2014年より寄贈）

この他、冠レースではないが東京優駿（日本ダービー）では優勝騎手に優勝旗が、菊花賞では社賞が朝日新聞社から贈られる。
- 毎日新聞
  - 毎日王冠（東京）
  - 毎日杯（阪神）
- 読売新聞
  - 読売マイラーズカップ（京都）
- 産経新聞
  - 産経賞オールカマー（中山）
  - 産経賞セントウルステークス（阪神 産経大阪杯のGI昇格に伴い振り替えで2017年より寄贈）
- 日本経済新聞
  - 日経賞（日本経済賞 中山）
  - 日経新春杯（日本経済新春杯 京都）
  - 札幌日経賞（札幌日経オープン 札幌）
  - 中京日経賞（中京）
  - 小倉日経賞（小倉日経オープン 小倉）

### 地方紙
- 北海道新聞社
  - 北海道新聞杯クイーンステークス（札幌 2002年から）
- 河北新報
  - 河北新報杯（福島）
- 福島民報
  - 福島民報杯（福島）
- 福島民友
  - 福島民友カップ（福島）
- 茨城新聞
  - 茨城新聞杯（中山）
- 千葉日報
  - 千葉日報杯（中山）
- 東京新聞
  - 東京新聞杯（東京）
- 神奈川新聞
  - 神奈川新聞杯（東京）
- 新潟日報
  - 新潟日報賞（新潟）
- 北國新聞
  - 北國新聞杯（京都 2007年より施行）
- 中日新聞
  - 中日新聞杯（中京）
- 京都新聞ホールディングス・京都新聞社
  - 京都新聞杯（京都）
- 神戸新聞
  - 神戸新聞杯（阪神）
- 四国新聞
  - 四国新聞杯（阪神）
- 西日本新聞
  - 西日本新聞杯（小倉）

### スポーツ紙
- 日刊スポーツ
  - 日刊スポーツ賞中山金杯（中山）
  - 日刊スポーツ賞シンザン記念（京都）
  - 札幌日刊スポーツ杯（札幌）
  - 函館日刊スポーツ杯（函館）
  - 名古屋日刊スポーツ杯（中京）
  - 西部日刊スポーツ杯（小倉）
- スポーツニッポン
  - スポーツニッポン賞ステイヤーズステークス（中山 1994年より寄贈）
  - スポーツニッポン賞京都金杯（京都）
  - 札幌スポニチ賞（札幌 2013年を除く）
  - 中京スポニチ賞（中京 2008年より施行）
  - 西部スポニチ賞（小倉）
- スポーツ報知
  - 報知杯弥生賞ディープインパクト記念（中山）
  - 報知杯フィリーズレビュー（阪神） - 旧報知杯4歳牝馬特別
  - 報知杯大雪ハンデキャップ（札幌 2021年のみ「報知杯大雪山特別」だった）
  - スポーツ報知杯クリスマスローズステークス（中京）
- サンケイスポーツ
  - サンケイスポーツ賞フローラステークス（東京） - 旧サンケイスポーツ賞4歳牝馬特別
  - サンケイスポーツ杯阪神牝馬ステークス（阪神）
- デイリースポーツ
  - デイリー杯クイーンカップ（東京）
  - デイリー杯2歳ステークス（京都）
- 中日スポーツ
  - 中日スポーツ賞ファルコンステークス（中京） - 旧中日スポーツ賞4歳ステークス
- 東京スポーツ
  - 東京スポーツ杯2歳ステークス（東京）
- 中京スポーツ
  - 中京スポーツ杯（中京）
- 大阪スポーツ
  - 大阪スポーツ杯（阪神）
- 九州スポーツ
  - 九州スポーツ杯（小倉）

## 放送局
現在競馬中継に係わっている放送局を中心に、一部過去に競馬中継番組や関連番組を放送していた局が既得権益や自民党の大物国会議員の口利きにより継続して社杯等を提供するケースも見られる。
なお、在京キー局のうち日本テレビとテレビ朝日、在阪テレビジョン放送局のうち朝日放送とテレビ大阪は中央競馬に寄贈賞を出したことが過去一度もない。
- 日本放送協会（NHK） - ラジオでは競馬中継を行わない
  - NHKマイルカップ（東京） - 放送局の寄贈賞が付くレースでは唯一GI
- フジ・メディア・ホールディングス・フジテレビジョン（フジテレビ、CX）
  - フジテレビ賞スプリングステークス（中山 2011年・2025年を除く）
- テレビ東京ホールディングス・テレビ東京（TX）
  - テレビ東京杯青葉賞（東京）
- テレビ埼玉（tvs→テレ玉）
  - テレ玉杯（東京 2010年までは「テレビ埼玉杯」だった）
- 千葉テレビ放送（ctc→チバテレ）
  - チバテレ杯（中山 2012年までは「千葉テレビ杯」だった）
- テレビ神奈川（tvk）
  - tvk賞（TVKテレビ賞 東京）
- ラジオ関東→アール・エフ・ラジオ日本（RF）
  - ラジオ日本賞（中山）
- 日本短波放送→日経ラジオ社（NSB→ラジオたんぱ→ラジオNIKKEI）
  - ラジオNIKKEI賞（福島）
  - ラジオNIKKEI杯京都2歳ステークス（京都 ホープフルステークス（旧・ラジオNIKKEI杯2歳ステークス）の中山移設に伴い振り替えで2014年より寄贈）
- 関西テレビ放送（カンテレ、KTV）
  - 関西テレビ放送賞ローズステークス（京都→阪神）
- 毎日放送→MBSメディアホールディングス・MBSラジオ（MBS）- テレビでは通常競馬中継を行わない
  - MBS賞スワンステークス（京都 京都4歳特別の廃止に伴い振り替えで2000年から寄贈）
- 近畿放送→京都放送（KBS京都） - ラジオでは競馬中継を行わない
  - KBS京都賞ファンタジーステークス（京都）
- ラジオ関西（AM KOBE→CRK）
  - ラジオ関西賞仲春特別（阪神 2001年のみ「AM神戸賞仲春賞」、2002年から2004年までは「AM神戸賞仲春特別」だった）
- 北海道放送（HBC） - 通常テレビ・ラジオ共に競馬中継を行わないTBS系列の局
  - HBC賞（札幌 2000年までは「HBC杯」だった）
- 札幌テレビ放送→STVラジオ（STV） - テレビは通常競馬中継を行わない日本テレビ系列の局
  - STV賞（札幌）
  - STV杯（函館）
- 北海道テレビ放送（北海道テレビ、HTB）- 1996年以前は競馬中継を実施。現在は競馬中継を行わないテレビ朝日系列の局
  - HTB賞（札幌）
  - HTB杯（函館）
- 北海道文化放送（UHB）
  - UHB賞（札幌）
  - UHB杯（函館）
- テレビ北海道（TVh）
  - TVh賞（札幌）
  - TVh杯（函館）
- 福島テレビ
  - 福島テレビ賞（福島 2001年までは「福島テレビ杯」、2002年から2024年までは「福島テレビオープン」だった）
- 福島中央テレビ - 通常競馬中継を行わない日本テレビ系列の局
  - 福島中央テレビ杯（福島）
- 福島放送 - 通常競馬中継を行わないテレビ朝日系列の局
  - 福島放送賞（福島）
- テレビユー福島（TUF）- 通常競馬中継を行わないTBS系列の局
  - TUF杯（福島 2007年から2021年までは「テレビユー福島賞」だった）
- ラジオ福島
  - ラジオ福島賞（福島）
- テレビ山梨 - 通常競馬中継を行わないTBS系列の局
  - テレビ山梨杯（東京）
- BSNメディアホールディングス・新潟放送（BSN）
  - BSN賞（新潟 1992年までは「BSN杯」、1993〜1999年までは「BSNオープン」だった）
- NST新潟総合テレビ
  - NST賞（新潟 2001〜2006年・2008年は「NSTオープン」だった）
- テレビ静岡（SUT→テレしず） - フジテレビ系列競馬中継番組のネット受けのみの局として唯一寄贈
  - テレビ静岡賞（東京）
- 東海テレビ放送（東海テレビ、THK）
  - 東海テレビ杯金鯱賞（中京、1974年～1996年と2025年から）
- 中部日本放送→CBCラジオ（CBC） - テレビは通常競馬中継を行わないTBS系列の局
  - CBC賞（中京）
- テレビ西日本（TNC）
  - テレビ西日本賞北九州記念（小倉）
- TXN九州→TVQ九州放送（TVQ→テレQ）
  - テレQ杯（小倉 2018年までは「TVQ杯」だった）
- RKB毎日ホールディングス・RKB毎日放送 - テレビは競馬中継を行わないTBS系列の局
  - RKB賞（小倉 九州朝日放送に代わってラジオの競馬中継を開始した2019年より寄贈、2024年は設定されず）
- グリーンチャンネル - JRAの外郭団体が運営する局
  - グリーンチャンネルカップ（東京[1][2][注釈 5]）
- 日本BS放送（BS11）
  - BSイレブン賞（東京 2013年より寄贈）

## 鉄道
JRグループ（旧・日本国有鉄道）の寄贈賞はNCK→JRAには存在したことがない。
- 京成電鉄
  - 京成杯（中山 3歳=旧4歳限定重賞）
  - 京成杯オータムハンデキャップ（中山） - 1980年（昭和55年）の開催日程の変更に際して9月中山開催となったため、1998年（平成10年）から10月東京開催の「京成杯3歳ステークス」より振り替えられた。
- 京王帝都電鉄→京王電鉄
  - 京王杯スプリングカップ（京王杯スプリングハンデキャップ  東京）
  - 京王杯2歳ステークス（東京） - 1980年（昭和55年）の開催日程の変更に際して10月東京開催となったため、1998年（平成10年）から9月中山開催の「京王杯オータムハンデ」より振り替えられた。
- 京阪ホールディングス・京阪電気鉄道
  - 京阪杯（京都）
- 阪急阪神ホールディングス・京阪神急行電鉄→阪急電鉄
  - 阪急杯（阪神）
- 名古屋鉄道
  - 名鉄杯（中京）

発走の際は通常のファンファーレではなく、名鉄パノラマカーのミュージックホーンのメロディが演奏される。

## 農林水産大臣
競走名に「農林水産省賞典」が冠される競走のみ記述する。すべて重賞競走である。
- 安田記念（東京）
- 目黒記念（東京）
- 中山グランドジャンプ（中山）
- 中山大障害（中山）
- 京都記念（京都）
- 京都大賞典（京都）
- 阪神ジュベナイルフィリーズ（阪神）
- 鳴尾記念（阪神）
- 札幌2歳ステークス（札幌）
- 函館記念（函館）
- 福島記念（福島）
- 新潟記念（新潟）
- 愛知杯（中京）
- 小倉記念（小倉）

## その他業種
- ロンジン（スウォッチ・グループ・ジャパン）
  - ジャパンカップ（東京 2014年から） - 正式名『ジャパン・オータムインターナショナルロンジン賞ジャパンカップ』。この競走のみ、寄贈賞を含むパートナーシップ自体が1年契約で毎年更新される。
- ニュージーランド航空
  - ニュージーランドトロフィー（東京）

## 廃止・撤退した競走

### 新聞社・通信社

#### 通信社
- 時事通信社
  - 時事通信杯フラワーカップ（中山 クイーンステークスの札幌移設に伴い振り替えも2005年限りで撤退）
  - 時事通信杯クイーンステークス（中山 札幌競馬場へ移設、寄贈賞も北海道新聞社に交代のため撤退）

#### 全国一般紙
- 朝日新聞
  - 朝日チャレンジカップ（阪神　2013年まで、以後はセントライト記念へ振り替え）
  - 朝日杯九州産3歳特別（朝日杯九州産3歳ステークス 小倉、現在実施せず）
- 毎日新聞
  - 毎日杯玄海特別（小倉 1998年を除く2002年まで協賛）
  - 毎日杯山科特別（京都 1998年のみ協賛、現在は山科ステークスとして施行）
- 読売新聞
  - 読売（杯）スプリンターズステークス（中山 1974〜1982年まで。以後は寄贈賞なしで施行）
  - 読売杯天神橋特別（阪神 1998年のみ協賛）
  - 読売杯西海賞（小倉 1997年まで協賛）
  - 読売カップ（読売賞（盾）争奪・アラブ東西対抗戦 中山、阪神 アラブ競走縮小のため廃止）
- 産経新聞
  - 産経大阪杯（阪神 2016年まで、以後はセントウルステークスへ振り替え）
- 日本経済新聞
  - 日経ライラック賞（日経杯ライラックステークス 札幌、1971・1972年のみ）

#### 夕刊紙
- 夕刊フジ
  - 夕刊フジ賞オーシャンステークス（中山 2006年～2024年。廃刊のため2025年から寄贈賞無しで施行）
  - 夕刊フジ杯オパールステークス（京都 1992〜1997年及び2010年～2024年。廃刊のため2025年から寄贈賞無しで施行予定）
  - 夕刊フジ賞クリスタルカップ（中山 1997年～2005年、ファルコンステークスの開催時期変更のため廃止、寄贈賞はオーシャンステークスへ振り替え）
  - 夕刊フジ杯ターコイズステークス（中山 1994〜1996年。クリスタルカップへ振り替え、以後は寄贈賞なしで施行）
  - 夕刊フジ杯ディセンバーステークス（中山 1991〜1993年、ターコイズステークスへ振り替え）
  - 夕刊フジ杯大原ステークス（京都 2000〜2009年。オパールステークスへ振り替え）
  - 夕刊フジ杯嵐山ステークス（京都 1998・1999年のみ協賛、現在実施せず）

#### 地方紙
- 北海道新聞社
  - 北海道新聞杯（道新杯 札幌 2001年まで、以後はクイーンステークスに振り替え）
- 北海タイムス（休刊＝事実上廃刊）
  - タイムス杯（札幌、廃止）
- 内外タイムス→リアルスポーツ（廃刊）
  - 内外タイムス杯（中山、廃止）[注釈 6]
- 東京タイムズ（休刊＝事実上廃刊）
  - 牝馬東京タイムズ杯（東京 事実上倒産に伴い寄贈賞の提供元を東京都府中市役所と交代、府中牝馬ステークスに改称） - 旧東京牝馬特別→東タイ杯牝馬特別
- 大阪新聞（産経新聞大阪本社版と統合、廃刊）
  - 大阪盃（阪神 1957年～1961年。同一資本の産経新聞社と交代）
- 四国新聞
  - 四国新聞杯讃岐特別（阪神 2000〜2002年まで協賛、現在実施せず）
- フクニチ新聞（休刊＝事実上廃刊）
  - フクニチ新聞杯（小倉、廃止）

#### スポーツ紙
- 日刊スポーツ
  - 札幌日刊スポーツ杯（札幌）
  - 日刊スポーツ杯短距離ステークス（札幌、札幌スプリントステークスの新設に伴い廃止）
  - 函館日刊スポーツ杯（函館）
  - 日刊スポーツ賞樽前山特別（函館 1988・1989年のみ協賛、現在実施せず）
  - 日刊スポーツ賞七重浜ハンデキャップ（函館 1987年まで協賛、以後は樽前山特別に振り替え。現・七重浜特別）
  - 西部日刊スポーツ賞サマーステークス（小倉 1994年まで協賛）
- スポーツニッポン
  - スポーツニッポン賞オーロラ特別（札幌 2005年まで協賛）
  - 函館スポニチ賞（函館 2013年のみ）
  - スポニチ西部本社賞サマーステークス（小倉 2001〜2004年まで、以後は西部スポニチ賞に振り替え。現在実施せず）
  - スポニチ西部本社賞やまなみステークス（小倉 1988〜2000年まで、以後はサマーステークスに振り替え。現在実施せず）
  - スポニチ西部本社賞雲仙特別（小倉 1987年まで、以後はやまなみステークスに振り替え）
- 報知新聞→スポーツ報知
  - 報知杯大雪ハンデキャップ（札幌 2021年のみ「報知杯大雪山特別」だった）
  - スポーツ報知杯中京2歳ステークス（中京 1998・2000～2009・2012～2024年。小倉2歳ステークスの移設に伴う重賞昇格のため他競走との兼ね合いで撤退、2025年から寄贈賞無しで施行予定）
  - スポーツ報知杯白百合ステークス（中京 1999年のみ）
  - スポーツ報知杯雲仙特別（小倉 2010・2011年のみ）
- デイリースポーツ
  - デイリースポーツ賞小倉3歳ステークス（小倉 1980年のみ）
- 道新スポーツ（休刊＝Web媒体へ移行）
  - 札幌道新スポーツ賞（札幌、紙版休刊に伴い北海道新聞社の寄贈賞をクイーンステークスに一本化するため廃止  2019年までは「道新スポーツ賞」だった）
  - 函館道新スポーツ杯（函館、紙版休刊に伴い道新の寄贈賞をクイーンステークスに一本化のため廃止  2019年までは「道新スポーツ杯」だった）
- 東京中日スポーツ
  - 東京中日スポーツ杯根岸ステークス（東京、1994年～2000年。以後は武蔵野ステークスに振り替え）
  - 東京中日スポーツ杯武蔵野ステークス（東京、2001年～2024年。紙版発刊終了に伴い中日新聞東京本社の寄贈賞を東京新聞杯に一本化のため撤退、2025年から寄贈賞無しで施行予定）
- 中日スポーツ
  - 中日スポーツ杯（中日賞 中京、中日スポーツ賞4歳ステークスの新設に伴い振り替え。現在実施せず）
- 西日本スポーツ（休刊＝Web媒体へ移行）
  - 西日本スポーツ杯（小倉、2022年まで。紙版休刊に伴い西日本新聞社の寄贈賞を一般紙西日本新聞の名義に変更）
- 夕刊東京スポーツ→東京スポーツ
  - 東京スポーツ杯（東京 府中3歳ステークス（当時）の重賞昇格に伴い振り替え、現在実施せず）

### 地上波放送局
- 日本放送協会（NHK）
  - NHK杯（東京 NHKマイルカップの創設に伴い振り替え。現・プリンシパルステークス）
  - きさらぎ賞（NHK賞 京都 NHKマイルカップへ一本化のため2023年限りで撤退）
- 東京放送→TBSホールディングス・TBSラジオ（TBS）- テレビでは競馬中継を行わない
  - TBS杯クモハタ記念（中山、1972年～1980年。ジャパンカップ創設およびダービー卿チャレンジトロフィーの開催時期変更のため廃止）
- テレビ東京（TX）
  - テレビ東京賞3歳牝馬ステークス（中山 青葉賞の重賞昇格に伴い振り替え。現・フェアリーステークス）
- ラジオ関東→アール・エフ・ラジオ日本（RF）
  - ラジオ日本賞セントライト記念（中山 1964年～2011年、以後は新設の特別競走『ラジオ日本賞』に振り替え）
- 日本短波放送→日経ラジオ社（NSB→ラジオたんぱ→ラジオNIKKEI）
  - ラジオNIKKEI杯2歳ステークス（ラジオたんぱ杯2歳ステークス）（阪神 1984年～2013年。ホープフルステークスに改称の上中山へ移設のため、新設の重賞ラジオNIKKEI杯京都2歳ステークスへ振り替え）
- 関西テレビ放送（関西テレビ、KTV）
  - 関西テレビ放送賞スワンステークス（京都、1965年〜1983年。ローズステークスの新設に伴い振り替え）
- 毎日放送→MBSメディアホールディングス・MBSラジオ（MBS）- テレビでは通常競馬中継を行わない
  - 毎日放送賞京都4歳特別（京都、1984年～1999年。京都新聞杯の開催時期変更のため廃止、寄贈賞はスワンステークスに振り替え）
  - 毎日放送賞京都大障害（京都、1959年～1983年、以後は京都4歳特別に振り替え。また京都大障害は現在の「京都ハイジャンプ」（春季戦）、「京都ジャンプステークス」（秋季戦）に相当）
- 讀賣テレビ放送（ytv） - 通常競馬中継を行わない日本テレビ系列の局
  - YTV賞迎春賞（京都 1963年～1965年。金杯(西)への改称と同時にスポニチ大阪本社と交代のため撤退）
- ラジオ大阪（OBC）
  - 大阪盃（阪神 1960年と1961年の2回のみ。筆頭株主の産経新聞社と交代のため撤退）
- 近畿放送→京都放送（KBS京都）
  - KBS京都紅梅賞（京都 1995年まで、ファンタジーステークスの新設に伴い振り替え。現・紅梅ステークス）
- ラジオ関西
  - ラジオ関西賞明石特別（阪神、2000年のみ）
- 東海テレビ放送（東海テレビ、THK）
  - 東海テレビ杯東海ステークス（中京、1997年～2024年、ただし2012年を除く。ウインターステークスのGII昇格に伴い金鯱賞から振り替えられたが、開催時期変更に伴いGIIIへ降格のため再度金鯱賞に振り替え）
  - 東海テレビ杯プロキオンステークス（中京、2012年のみ東海ステークスから振り替え）
  - 東海テレビ賞アラブ大賞典（中京、廃止）
- 中部日本放送（CBC） - テレビは競馬中継を行わないTBS系列の局
  - 中京記念（中京 1954年～1959年、特別競走CBC賞の新設に伴い振り替え）
- テレビ愛知（TVA）
  - テレビ愛知オープン（テレビ愛知賞 中京、同局におけるレギュラーの競馬中継終了に伴い2011年を最後に撤退、現在実施せず）
- KBCグループホールディングス・九州朝日放送（KBC） - テレビは競馬中継を行わないテレビ朝日系列の局
  - KBC杯（小倉、ラジオでの競馬中継終了に伴い2018年を最後に撤退、2019年からRKB毎日放送と交代）

### その他
- トヨタ自動車工業→トヨタ自動車
  - トヨタ賞中京記念（中京、自社のスポーツ振興活動見直しのため2022年限りで撤退）
- 日本たばこ産業（旧・日本専売公社）
  - JT賞ジョッキーズグランプリ（中山、1994年と1995年の2回のみ）
  - JT賞阪神ヤングジョッキーズステークス（阪神、1989年～1996年。廃止）
- 松下電器産業（現・パナソニックホールディングス）
  - 阪神大賞典（1953年と1956年の2回のみ）

## 注記
- 「農林水産省賞典」や「日本中央競馬会創立50周年」など、スポンサー名ではない場合でも「冠レース」と呼ばれることがある。
- 夕刊紙のうち日刊ゲンダイの冠レースは存在しない。これは、新聞でなく雑誌扱い（現在日本新聞協会への加盟が拒否されている）のためである。競艇や一部の地方競馬では「日刊ゲンダイ杯」が行われている。
- 基本的に冠スポンサー名は省略されるが、省略すると区別が付かない場合は冠スポンサー名を付けたり、別の名前で呼ぶことがある。
  - この例として挙げられるのが、かつて存在した「報知杯4歳牝馬特別」と「サンケイスポーツ賞4歳牝馬特別」である。冠スポンサー名を省略すると区別が付かなくなっていた。このため以下のようにして区別をしていた。
    1. 冠名を付ける
    2. 冠名で呼ぶ（いずれの場合も冠スポンサーが別のレースの冠スポンサー名になっているが、その場合はレース名で区別をすることが出来るので可能だった。現在でもこのように呼ぶ者もいる）
    3. 前者は単なる「4歳牝馬特別」、後者はオークスのトライアルレースであることから「オークストライアル」（『ダービースタリオン』がこの方式を採用していた）
    4. 前者は阪神での開催なので「4歳牝馬特別（西）」、後者は東京での開催なので「4歳牝馬特別（東）」

  - 中山金杯と京都金杯がともに「（冠名）金杯」、フェアリーステークスとホープフルステークスの前身レースが共に「（冠名）3歳牝馬ステークス」だったことがある。こちらの場合は「金杯または3歳牝馬ステークス（東）」「同（西）」と区別していた。
  - 「読売マイラーズカップ」の「読売」は、省略されたりされなかったりする。一方、「日経新春杯」の「日経」は省略されることは少ない（いずれの場合も、口頭の場合は略されることが多い）。
  - 「NHKマイルカップ」の「NHK」は、フジテレビの競馬中継では創設当時から省略されて「マイルカップ」と称していたが、現在はNHKを含めた正式名で呼称している（なお、同レースの前身のNHK杯でもフジテレビの競馬中継では「ダービートライアル」と称していた）。